# Berru
Berru är en kommun i departementet Marne i regionen Grand Est (tidigare regionen Champagne-Ardenne) i nordöstra Frankrike. Kommunen ligger i kantonen Beine-Nauroy som tillhör arrondissementet Reims. År 2022 hade Berru 618 invånare.

## Befolkningsutveckling
Antalet invånare i kommunen Berru
| Referens: INSEE |